# موريكي جنوبي
موريكي جنوبي (الاسم العلمي: Brachyteles arachnoides) هو نوع من الحيوانات يتبع جنس سعدان الموريكي من فصيلة السعادين عنكبوتية.